# Evere
Evere és una de les 19 comunes de la Regió de Brussel·les-Capital. L'1 de gener del 2024 tenia 44.918 habitants per una superfície de 5 km². Està situada al nord-est de l'aglomeració de Brussel·les.
També limita amb les comunes de Brussel·les, Schaarbeek, Sint-Lambrechts-Woluwe i Zaventem. S'hi troba el quarter general de l'OTAN.

## Agermanament
Evere és agermanada amb:
- Lokossa, Benin[3]